# Cabo Demidov
El cabo Demidov (en inglés: Cape Demidov) es un cabo que forma el lado sur de la entrada a la bahía Wilson, en la costa sur y cerca del extremo occidental de la isla San Pedro. Fue descubierto por una expedición rusa bajo Fabian Gottlieb von Bellingshausen, en 1819, y nombrado para el teniente Dimitri Demidov del Vostok.